# Saken

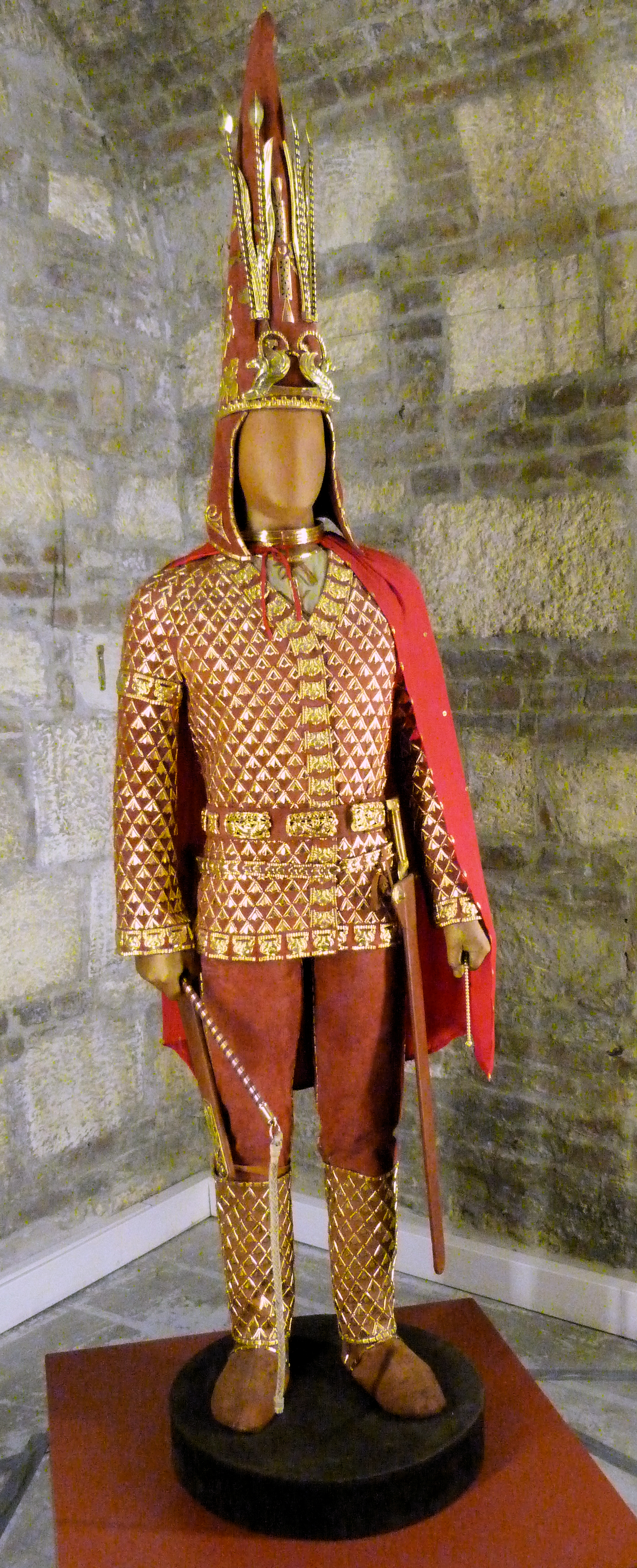
Paradewapenuitrusting in de katafrakt-stijl van een Saka koning, ook bekend als 'De Gouden Krijger', uit de Esik koergan, een historische begraafplaats bij Almaty, Kazakhstan, ca. 400-200 v.Chr.

De Saken (Saka of Shaka) waren een Iraans nomadenvolk in de 6e-1e eeuw v.Chr. in Centraal-Azië. Ze worden beschouwd als oostelijke vertegenwoordigers van de Scythische steppecultuur.

## Naamgeving
In veel bronnen wordt geen duidelijk onderscheid gemaakt tussen Saken en Scythen in het algemeen. Volgens Herodotus werden de Scythen door de Perzen Sakā genoemd. Zoals Scythen in laat-antiek en middeleeuws Europa was Saken bij de Perzen een algemene term voor alle steppebewoners. Chinese kronieken vermelden de Saken als Sai of Sjaka.
Oud-Perzische inscripties uit de 6e-4e eeuw v.Chr. onderscheiden drie groepen Sakas:
- De Saka Paradraya (Saken achter-de-Zee), mogelijk identiek met de door Griekse schrijvers genoemde Zuid Russisch-Oekraïense Scythen en Sarmaten ten noorden van de Zwarte en Kaspische Zee
- De Saka Tigraxauda (Spitshoeden-Saken), door archeologen in de Kazachse steppe en de vruchtbare delen van Zuid-Kazachstan gelokaliseerd
- De Saka Haumawarga (mogelijk te vertalen als Haoma-Saken), nomadische en deels sedentaire Saken in de driehoek tussen Tasjkent, Doesjanbe en Samarkand, misschien ook bij Merv

## Verspreiding en cultuur

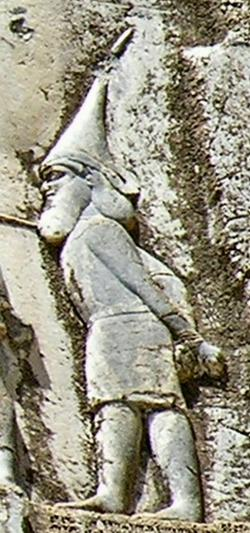
Skoencha, vorst van de Spitshoeden-Saken. Detail van de Behistuninscriptie

De Saken trokken rond in de Euraziatische steppe tussen het Aralmeer en het gebied aan beide zijden van de Tiensjan en Sinkiang, inclusief Kirgizië en Tadzjikistan.
Levenswijze en economie, dodencultus en materiële cultuur hebben veel gemeen met andere stammen van de Scythische wereld tussen Siberië en het Zwarte Zeegebied. In tegenstelling tot de meeste westelijke Scythen die een op de Frygische muts gelijkend hoofddeksel droegen, droeg een deel van de Saken puntige vilten hoeden. In de oudheid werden ze daarom de spitshoedige Scythen genoemd.
Op plaatsen waar voldoende landbouwgrond aanwezig was, was een deel van de Saken sedentair en bouwde steden en dorpen. Hier vindt men ook meer ontwikkelde grafmonumenten. Er was blijkbaar een zekere coëxistentie van sedentaire landbouwers en nomaden.
De Afghaanse goudschat van Tilja Tepe wordt aan Sakische nomaden toegeschreven. Waarschijnlijk waren dit Saken in de strikte zin, misschien echter Yuezhi.

## Taal

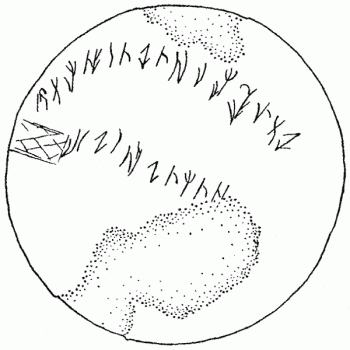
De inscriptie uit de Esik koergan

De taal van de oorspronkelijke Saken is onbekend. Het enige document uit hun vroege geschiedenis is een kort fragment op een zilveren beker uit de koergan van Esik, ook wel geschreven als Issyk.
De inscriptie is in een Sogdische variant van het Aramees alfabet. Vanwege het korte karakter, het gebrek aan vergelijkbare vondsten en de onzekerheid over de gebruikte taal is een overtuigende vertaling niet mogelijk, hoewel er meerdere voorgesteld zijn.
Wat tegenwoordig Sakisch genoemd wordt, is de taal van het koninkrijk Hotan. De verbinding met de historische Saken is hier echter zeer omstreden: men dacht vroeger dat deze door Scythen vanuit het westen ingevoerd was. De taal is zeer verschillend van andere Iraanse talen en behoort tot de Oost-Iraanse groep.

## Geschiedenis
Door archeologen worden de oorspronkelijke Saken geassocieerd met de Esik-Bes-Shatircultuur in het Zevenstromenland. Archeologische vondsten leveren hier een datering van rond de 7e-6e eeuw v.Chr. tot het einde van de 3e eeuw v.Chr. op.
Volgens antieke bronnen waren hun directe buren de cultureel nauw verwante, ten noorden van de Syr Darja wonende Massageten, waarbij de Griekse schrijvers geen duidelijk verschil tussen de twee stammen aangeven. Verder worden door Herodotus de Issedonen genoemd (waarschijnlijk de Wusun) en de Argippaioi, hun lokalisatie is echter onduidelijk.
De westelijke Saken voerden samen met de Massageten oorlog tegen het groeiende rijk van de Perzische Achaemeniden. De Saken werden echter ook als Perzische hulptroepen vermeld, en ten tijde van Darius I werden ze tribuut brengend afgebeeld. Alexander de Grote moest 329-327 v.Chr. zware gevechten met de Saken en Massageten leveren, welke de Sogdiër Spitamenes vanuit de steppe te hulp kwamen.
Ten zuiden van de Saken woonden de Sogden en Bactriërs. Ten oosten van de Saken woonden de Wusun, en ten oosten daarvan de Yuezhi. Nog verder naar het oosten, in de Ordoswoestijn op de zuidelijke oever van de noordelijke bocht van de Gele rivier, tonen vanaf de 6e eeuw v.Chr. skeletvondsten en kunstvoorwerpen een uit het westen afkomstig volk, dat sterk op de Saken leek. Rond de 2e eeuw v.Chr werden deze verdreven door de Xiongnu. Ook de Yuezhi werden door de Xiongnu naar het westen gedreven, in het gebied van de Wusun. Uiteindelijk slaagden de Wusun er 129 v. Chr. in de Yuezhi nog verder naar het westen, in het gebied van de Saken aan de Illi en het Zevenstromenland te verjagen. De achtervolgende Wusun werden uiteindelijk zelf de heersers van het Zevenstromenland, terwijl de Yuezhi verder trokken naar Bactrië.
Volgens Strabo werd het koninkrijk Bactrië verwoest door een invasie van vier volkeren: de Asioi, de Pasianoi, de Tocharoi en de Sakarauloi of Saken. Zij kwamen allen van de overkant van de Syr Darja. Claudius Ptolemaeus noemde het westelijk deel van Gansu Thogara. Omdat de Yuezhi uit dat gebied afkomstig waren kunnen de Tocharoi gelijk zijn aan de Yuezhi. Volgens Pompeius Trogus waren de Asiani de heersers over de Tochari en vernietigden zij de Sacaraucae. Asioi, Asiani en Pasianoi kunnen benamingen voor hetzelfde volk zijn als de Issedonen van Herodotus en de Wusun uit de Chinese bronnen.

### Indo-Scythen
De druk van de Yuezhi dreef rond 139 v.Chr. een deel van de Saken – de Saka Haumawarga – over de Pamir naar het grensgebied van het huidige Afghanistan en Iran (Sistan = Sakastana). In hoeverre het hier echter om echte Saken gaat, of om andere zuidoostelijke Scythen, is omstreden.
In Sistan kwamen deze Saken onder de heerschappij van de Parthische Mithridates II (r. 123-88 v.Chr.). Ze maakten zich echter snel het Parthische-Romeinse conflict ten voordeel en veroverden een groot deel van de Noord-Indiase vlakte, en daarmee de oostelijke regio's van de Indo-Parthen. Onder Maues (r. vóór 30 v.Chr.) vestigden ze een kortstondig rijk dat tot ongeveer 45 n.Chr. bestond.
Waarschijnlijk bleven ze echter onder Parthische soevereiniteit, aangezien er geen geschreven bronnen zijn die de Parthen en Saken onderscheidt. Zo zou Gondophernes, de laatste Sakische vorst (r. ±19-45 n.Chr.), een Parth zijn geweest, die met de apostel Tomas naar India kwam. Maues gaf in Taxila munten uit, en misschien kwam hij tot aan Ujjain in het hedendaagse Madhya Pradesh. Hij werd ongeveer 30 v.Chr. opgevolgd door Vonones, daarna Azes I, de zoon van zijn zus, en daarna Azes II, welke werd opgevolgd door Gudnaphar (Gondophernes).
Indiase historici beschouwen 79 n.Chr. als het feitelijke begin van het Sjaka-tijdperk, nadat de Kushana de Indo-Parthen hadden onderworpen en hun macht naar het oosten uitbreidden. De Saken werden opnieuw verdreven en gedwongen om tot in Centraal-India verder te trekken. In Rajasthan werden zij in de krijgerkaste van de Kshattriya geassimileerd als gevreesde nomadische krijgers en vorsten. Onder deze Kshattriya-vorsten heersten de Shaka vanuit Ujjain over delen van Noordwest-India, en vormden bijvoorbeeld onder Rudradaman I (±130-150) geduchte concurrenten van de Satavahanadynastie. In eerste instantie waren ze hier echter nog afhankelijk van de Kushana. Het Kshattriya-rijk werd waarschijnlijk na 397 door de Guptavorst Chandragupta II (r. 375-413/15) overgenomen.